# 푸슈카시 페렌츠 (1903년)
푸슈카시 페렌츠(헝가리어: Puskás Ferenc, 헝가리어 발음: [ˈpuʃkaːʃ ˈfɛrɛnt͡s], 1903년 5월 11일~1952년 6월 12일)는 헝가리의 전직 축구 선수, 감독이다. 선수 시절 포지션은 센터백이었으며 헝가리의 축구인 푸슈카시 페렌츠 2세의 아버지이다.

## 생애
1903년 푸르첼드 페렌츠(헝가리어: Purczeld Ferenc)라는 이름으로 태어나 마브 게프자리 SK와 버셔시 SC에서 아마추어 축구 선수로 활동했다. 1927년 버셔시에서 키슈페슈트 FC로 이적하며 프로 축구 선수 경력을 시작했고 1936년까지 활동한 후 축구 선수 경력을 마감했다.
1937년 축구 지도자 자격을 획득한 후 축구 지도자 경력을 시작했으며 푸슈카시 페렌츠(Puskás Ferenc)로 개명했다. 1937년부터 1942년까지 키슈페슈트 FC의 감독으로 활동했고 아들 푸슈카시 페렌츠 2세가 나이 때문에 키슈페슈트 유소년팀에 입단할 수 없게 되자 그를 '코바치 미클로시(Kovács Miklós)'라는 가명으로 구단에 등록시켰다.
1945년부터 1947년까지 구트먼 벨러의 뒤를 이어 키슈페슈티 AC 감독을 맡았고 1948년 키슈페슈티의 감독으로 재부임했다. 헝가리 인민공화국이 수립되며 구단이 국방부 산하 구단으로 재편되고 명칭이 부다페스트 혼베드 SE로 바뀐 후에도 감독을 맡은 그는 1951년까지 부다페스트 혼베드를 감독하며 1949-50시즌과 1950년 춘계 시즌에 각각 넴제티 버이녹샤그 I 우승을 달성했다.

## 수상 내역
부다페스트 혼베드 SE
- 넴제티 버이녹샤그 I: 1949-50, 1950